# نادي سكك الحديد الصفاقسي (كرة السلة)
نادي سكك الحديد الصفاقسي لكرة السلة (بالفرنسية: Sfax railway sport (basket-ball))‏، هو نادي كرة سلة تونسي للمحترفين يقع مقره في مدينة صفاقس. تأسس النادي عام 1920، ولعب في بطولة تونس لكرة السلة للرجال، الدرجة الأعلى للدوري في تونس، وحقق الكأس المحلية مرة واحدة، و يمثل تونس في المنافسات القارية والدولية.

## سجل ألقاب النادي لكرة السلة
الألقاب المحلية
- كأس تونس  (1) : 1983.

♦ الدور النهائي  (1) : 1987.
- الدرجة الثانية  (1) : 2014.

## وصلات خارجية
- صفحة نادي سكك الحديد الصفاقسي لكرة السلة على موقع كوووة.
- الموقع الرسمي للجامعة التونسية لكرة السلة.